# HMS Argenta
El HMS Argenta (originalmente el carguero estadounidense SS Argenta) fue conocido por ser un barco prisión de la Marina Real Británica.

## Construcción
El barco de vapor de dos cubiertas fue botado en julio de 1917 por la National Shipbuilding Company de Orange, Texas, como casco n.º 245. La escasez de materiales hizo que el casco fuera de madera, con quilla de acero, postes de proa y popa de roble y maderas en gran parte de pino amarillo. Esto se debió a la escasez de metales. El SS Argenta fue botado en mayo de 1919.

## Buque de carga
La historia del Argenta como buque de carga fue corta. Ya en noviembre de 1919 se detectaron algunos indicios de fuga y el barco quedó fuera de servicio desde finales de 1921. Ya condenado y declarado innavegable en mayo de 1922, fue vendido para ser utilizado como barco prisión por la Marina Real Británica.

## Barco prisión
Durante la década de 1920, el barco fue utilizado por el gobierno británico como base militar y barco prisión para retener a republicanos irlandeses como parte de la estrategia de internamiento de Gran Bretaña tras los acontecimientos del Domingo Sangriento de 1920.  En la primavera de 1922, el Ejército Republicano Irlandés (IRA) lanzó una ofensiva en Irlanda del Norte que resultó en el internamiento de muchos republicanos irlandeses en el Argenta.
Dawson Bates, el primer ministro del Interior de Irlanda del Norte, presentó la Ley de Poderes Especiales de 1922. Se introdujo el internamiento y en mayo de 1922 se había arrestado a más de 700 republicanos irlandeses. En febrero de 1923, 263 hombres estaban internados en el Argenta, que estaba amarrado en Belfast Lough, cerca de Carrickfergus. Esta ubicación se complementó con internamientos en otros sitios en tierra, como el asilo de Larne, la prisión de Belfast y la cárcel de Derry. El barco y los asilos albergaban a 542 hombres sin juicio en su nivel más alto de población internada (junio de 1923).
Las condiciones en el Argenta eran "imposibles de imaginar", según Denise Kleinrichert, quien escribió la historia oculta del "gulag flotante" de la década de 1920 en Republican Internment and the Prison Ship Argenta, 1922. Enclaustrados bajo cubierta, en jaulas que albergaban a 50 internos cada una, los prisioneros se veían obligados a utilizar retretes rotos que con frecuencia se desbordaban en su zona común. Privados de mesas, los hombres, ya debilitados, comían en el suelo, sucumbiendo con frecuencia a enfermedades y dolencias como resultado. Los internados sufrían palizas sistemáticas por parte de los guardias y problemas de salud debido a las condiciones a bordo del barco. Seis hombres fueron dados de baja del barco con problemas médicos y dos murieron poco después. Hubo varias huelgas de hambre, incluida una importante huelga que involucró a más de 200 hombres en el invierno de 1923.
En noviembre de 1923, el líder del IRA, Seamus Woods, fue arrestado y acusado del asesinato de un miembro del nuevo Parlamento del Norte (WJ Twaddell - 22 de mayo de 1922) y retenido en Argenta. Aunque Woods fue absuelto del cargo de asesinato de Twaddell, continuó detenido y fue el último prisionero en ser liberado del barco (17 de abril de 1924). Woods recibió entonces una orden de prohibición que lo excluía de Irlanda del Norte. Otro internado notable fue Cahir Healy, un político irlandés que hizo campaña contra la inclusión de los condados de Tyrone y Fermanagh en Irlanda del Norte porque tenían mayorías nacionalistas irlandesas. Healy pasó 18 meses en el Argenta, a partir de julio de 1922. Healy se refiere a las razones de su arresto e internamiento: "Toda mi vida he sido un hombre de paz. Por lo tanto, no fue porque temieran que yo perturbara la paz de Irlanda del Norte por lo que me separaron de mi esposa y mi familia, sino por razones políticas. He estado preparando el caso para la inclusión de estas áreas (Fermanagh y Tyrone) en el Estado Libre. Para sacarme del camino, los políticos locales instaron a mi arresto".
En 2011, un libro de autógrafos raro e inusual de Argenta, con una gran cantidad de firmas de los prisioneros, casi todos con direcciones en Irlanda del Norte, en su mayoría hechos a finales de 1922, fue subastado por Mealys Rare Books Limited. Las firmas incluyen a Mícheál mac Eochaidh, W. Quillan, Packie Murphy, JP Kearns, Michael Carraher, Charlie Magee, Peter Rafferty, Mick McIlhatton, Frankie Corr, Owen (Montague) Teague ( Patrilinealidad ; Condado de Tyrone, Irlanda del Norte ), John Grimes, John Bell, Joseph McKenny, Michael O'Neill, Liam Ua Donngaile, Art Mac Partolon (citando a Shakespeare), FG Duffy, Jim Rooney, Seosamh O Cianain y Patrick Gormley.
Una inscripción del libro dice:

Cuando estás en un camino solitario,

Esperando que algunos amigos vean,

Deja que tus pensamientos se vuelvan hacia Argenta,

Y a veces piensa en mí.. Frankie Corr

Gracias a los esfuerzos de lobby de la autora Denise Kleinrichert, los archivos de todos los internados (la mayoría de ellos nombrados en un apéndice de su libro) ahora están disponibles para su consulta en la Oficina de Registro Público de Irlanda del Norte (PRONI).

## Lectura adicional
- Kleinrichert, Denise (2001). Republican internment and the prison ship Argenta 1922. Irish Academic Press. ISBN 978-0-7165-2683-4.